# Rapelje
Rapelje ist ein Ort im US-Bundesstaat Montana. Er liegt im Norden der Stadt Columbus am Montana Secondary Highway 306. Rapelje hat etwa 110 Einwohner, von denen die meisten auf den umliegenden Farmen wohnen. Rapelje gehört zum Stillwater County. In Rapelje befindet sich die Rapelje High School (RHS). Die Schulfarben sind Orange und Grün.

## Mountainbike-Rennen24 Hours of Rapelje
Die 24 Stunden von Rapelje ist ein Mountainbike-Rennen, das am letzten Wochenende im Juni stattfindet. Das Rennen erfolgt entweder alleine oder in Teams, angefangen bei drei Leuten (3-man Class), 5 Leuten (Festival Class) und 6 oder mehr (Carnival Class). Auf einem abgesteckten Rundkurs durch das hügelige Gelände gewinnt derjenige Teilnehmer, der die meisten Runden, also die längste Strecke zurücklegt.